# Anna Dalton
Anna Dalton Piccirillo (Arzignano, 30 agosto 1985) è un'attrice e scrittrice italiana.

## Biografia
Nel 2003 prende parte alla terza edizione del talent show Amici di Maria De Filippi nella categoria "attori", accedendo alla fase serale e classificandosi in settima posizione. Trasferitasi a Roma, frequenta il Duse International, scuola di formazione teatrale e cinematografica di Francesca De Sapio. Negli stessi anni consegue la laurea magistrale in Lettere alla Sapienza - Università di Roma. A Londra segue i corsi dell'Actors Centre e ne diventa membro. 
Lavora nuovamente in Italia a teatro e nel 2007 partecipa come co-protagonista alla miniserie televisiva Ma chi l'avrebbe mai detto di Giuliana Gamba e Alessio Inturri, in onda su Rai 1. Nel 2010 debutta al cinema con Alice, opera prima di Oreste Crisostomi, mentre l'anno successivo è nel cast del film di Rai Uno Eroi per caso di Alberto Sironi. Nel 2012 interpreta Rebecca nella sit-com di Rai 2 eBand, mentre l'anno seguente ha un ruolo nel film Niente può fermarci, al fianco di Gérard Depardieu. Sempre nel 2013 dà il volto a Tara nelle due stagioni della sit-com in lingua inglese The Avatars (remake di eBand) e appare nel film horror Neverlake di Riccardo Paoletti.
Dal 2016 al 2020 ha interpretato il ruolo di Cordelia Malcomess nella serie televisiva di Rai 1 L'allieva, tratta dai romanzi di Alessia Gazzola.
Nel 2018 esce il suo primo romanzo, L'apprendista geniale, edito da Garzanti e primo di una trilogia che prosegue con La ragazza con le parole in tasca e Tutto accade per una ragione.
Nel 2021 è parte del cast di Un passo dal cielo nel ruolo di Elda. Nel 2022 pubblica il suo quarto romanzo Le tre figlie.

## Teatrografia
- Scene dal nuovo mondo di Eric Bogosian, regia di Tiziano Panici (2007)
- Insulti al pubblico di Peter Handke, regia di Tiziano Panici (2007)
- Borderline di e regia di Fausto Massa (2008)
- Maigret al Liberty Bar, regia di Raffaele Castria (2010)

## Filmografia

### Cinema
- Alice, regia di Oreste Crisostomi (2010)
- Lost in Italy, regia di Craig Viveiros (2011)
- Romeo and Juliet, regia di Carlo Carlei (2012)
- Niente può fermarci, regia di Luigi Cecinelli (2013)
- Lords of London, regia di Antonio Simoncini (2014)
- Neverlake, regia di Riccardo Paoletti (2014)
- Leoni, regia di Pietro Parolin (2015)
- Zoolander 2, regia di Ben Stiller (2016)
- 10 giorni con Babbo Natale, regia di Alessandro Genovesi (2020)
- Lasciarsi un giorno a Roma, regia di Edoardo Leo (2021)

### Televisione
- Ma chi l'avrebbe mai detto – miniserie TV (2007)
- Eroi per caso – miniserie TV (2011)
- eBand – serie TV, 26 episodi (2012)
- The Avatars – serie TV, 38 episodi (2013-2014)
- Un passo dal cielo 3 – serie TV, episodio 3x11 (2015)
- L'allieva – serie TV, 32 episodi (2016-2020)
- Un passo dal cielo 6 – serie TV, 12 episodi (2021)
- Il clandestino – serie TV, episodi 1x11-1x12 (2024)

### Cortometraggi
- La stagione dell'amore, regia di Antonio Silvestre (2012)
- Zoe (2013)
- Annie unboxing (2014)
- L'esercizio delle carote, regia di Alessandro Grespan (2018)

## Opere letterarie
- L'apprendista geniale, Garzanti, 2018, ISBN 978-88-116-0303-0[6]
- La ragazza con le parole in tasca, Garzanti, 2019, ISBN 978-88-116-0307-8[7]
- Tutto accade per una ragione, Garzanti, 2020, ISBN 978-88-116-0308-5
- Le tre figlie, Garzanti, 2022, ISBN 978-88-110-0044-0
- La trilogia del Longjoy College, 2023, ISBN 978-8811009887
- Non ti innamorare degli amanti, Bompiani, 2025, ISBN 978-8830138018